# Hopak
Hopak je ukrajinski narodni ples i smatra se nacionalnim plesom Ukrajine.
Ples potječe iz vremena Zaporoških kozaka. Riječ dolazi iz ukrajinskog jezika i znači "skok" ili usklik "hop", što znači iznenađenje ili brzo kretanje. Hopak se pleše pojedinačno ili češće u većim grupama folklornoga ansambla. Ima brz, veseo ritam (2/4) i skokove, koje izvode muški plesači. Elementi hopka uključeni su u nekoliko opera i baleta kao što su: balet "Gayane" Arama Hačaturjana ili opera "Mazepa" Petra Iljiča Čajkovskoga. 
Ples hopak utjelovljuje sve nacionalne karakteristike Ukrajinaca. Ima dosta sličnosti s kozačokom. Suvremena koreografija ima puno improvizacije. Velik dio naizgled improviziranih dijelova uključuje solo plesače, najčešće muškarce, koji izvode vizualno i tehnički iznenađujuće akrobatske podvige. To uključuje skokove i vrtnje, a obično su vrhunac izvedbe. Kao i u mnogim ukrajinskim plesovima, plesači, posebno žene, ne prestaju se kretati sve do kraja plesa.
Postoji i ukrajinska borilačka vještina, koja kombinira neke elemente hopka s istočnim borilačkim tehnikama.